# Ernst Pernicka

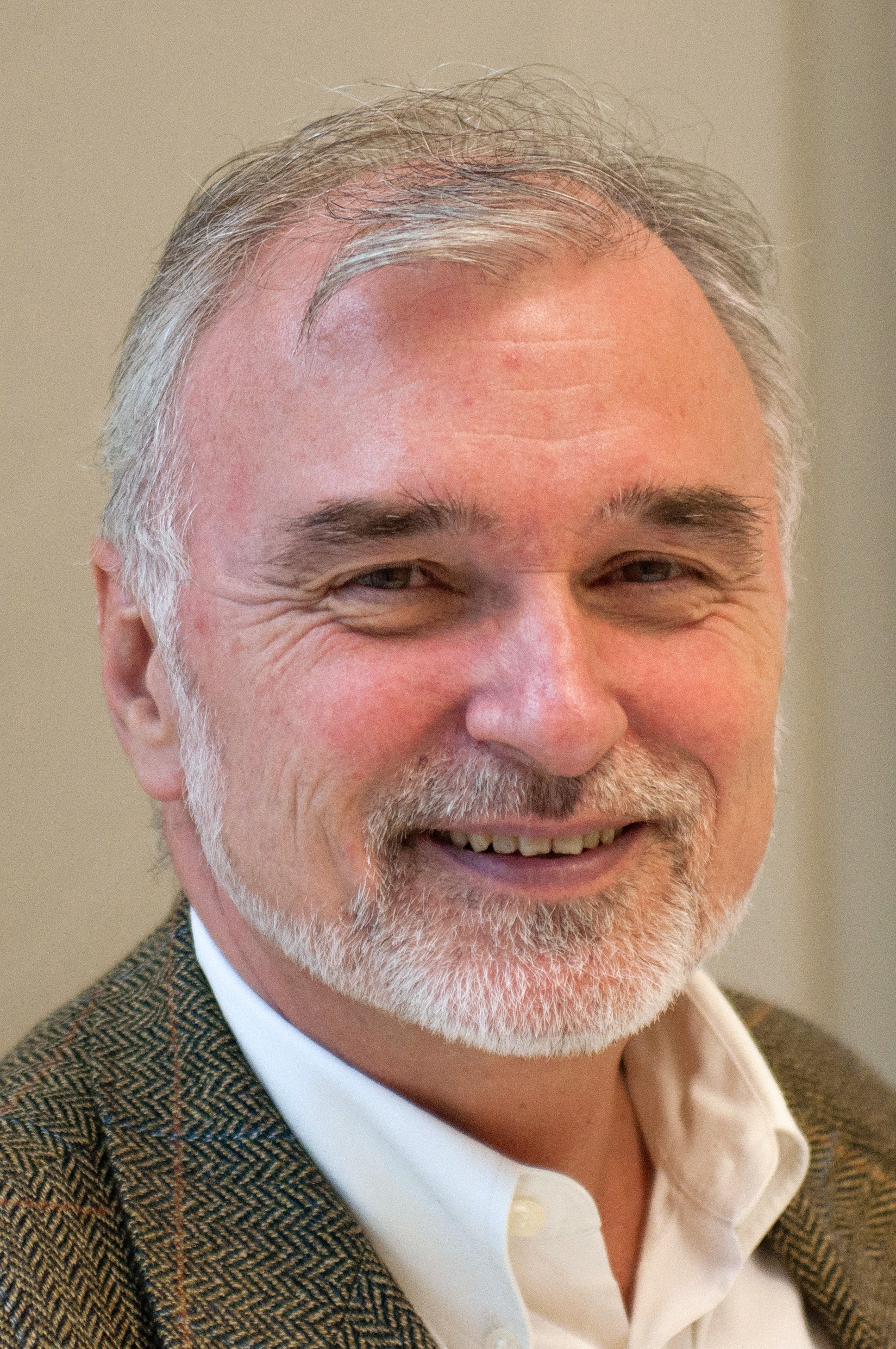
Ernst Pernicka, 2014

Ernst Pernicka [ˈpɛʁnɪtska] (* 5. Februar 1950 in Wien) ist ein österreichischer Chemiker, spezialisiert auf Archäometrie.

## Leben
Ernst Pernicka wuchs in Wien auf und besuchte dort die Grundschule und das Realgymnasium. Er studierte ab 1968 Chemie an der Universität Wien, von 1973 bis 1976 war er als Forschungsassistent am Institut für Analytische Chemie (Elektronenstrahlmikrosonde, Neutronenaktivierungsanalyse) tätig. 1976 wurde er dort mit einer Arbeit über die Herstellungstechnik von mittelalterlicher glasierter Keramik aus Persien und Afghanistan promoviert.
Er war 1976/77 wissenschaftlicher Angestellter am Max-Planck-Institut für Kernphysik in Heidelberg. Thematisch ging es dabei um Archäometallurgie, zur Aufklärung der Herkunft des Silbers für antike Münzprägungen. Als Forschungsassistent am Institut für Analytische Chemie der Universität Wien arbeitete er 1977 bis 1979 und kehrte 1979 als Arbeitsgruppenleiter (Chemie) zurück an das Max-Planck-Institut für Kernphysik. Dort ging es bis 1997 thematisch um die Entstehung und Ausbreitung der Metallurgie in der Alten Welt, Herkunftsbestimmung von Keramik und Obsidian im östlichen Mittelmeerraum (besonders in Troja). Zu den angewandten Analysenmethoden zählten Neutronenaktivierungsanalyse, Röntgenfluoreszenzanalyse, Röntgendiffraktometrie, Atomabsorptionsspektrometrie, Ionenchromatographie, UV/VIS-Photometrie, Gravimetrie und Titrimetrie. Mit einer Arbeit über Erzlagerstätten in der Ägäis habilitierte er sich 1987 an der Fakultät für Geowissenschaften der Universität Heidelberg.
1997 wurde Professor für Archäometallurgie an der TU Bergakademie Freiberg/Sachsen und wirkte dort sieben Jahre. Von 2004 bis 2013 war er Professor für Archäometrie/Archäometallurgie am Institut für Ur- und Frühgeschichte und Archäologie des Mittelalters der Universität Tübingen. Wissenschaftliche Arbeitsgebiete waren unter anderem die Isotopenarchäologie und Echtheitsuntersuchung archäologischer Funde. Von 2013 bis zu seinem Ruhestand 2018 war Pernicka Stiftungsprofessor für Archäometrie der Klaus-Tschira-Stiftung am Institut für Geowissenschaften der Universität Heidelberg. Darüber hinaus ist er seit 2005 wissenschaftlicher Direktor bzw. Seniordirektor und war viele Jahre auch Geschäftsführer des Curt-Engelhorn-Zentrums Archäometrie in Mannheim.

## Wissenschaftliches Wirken

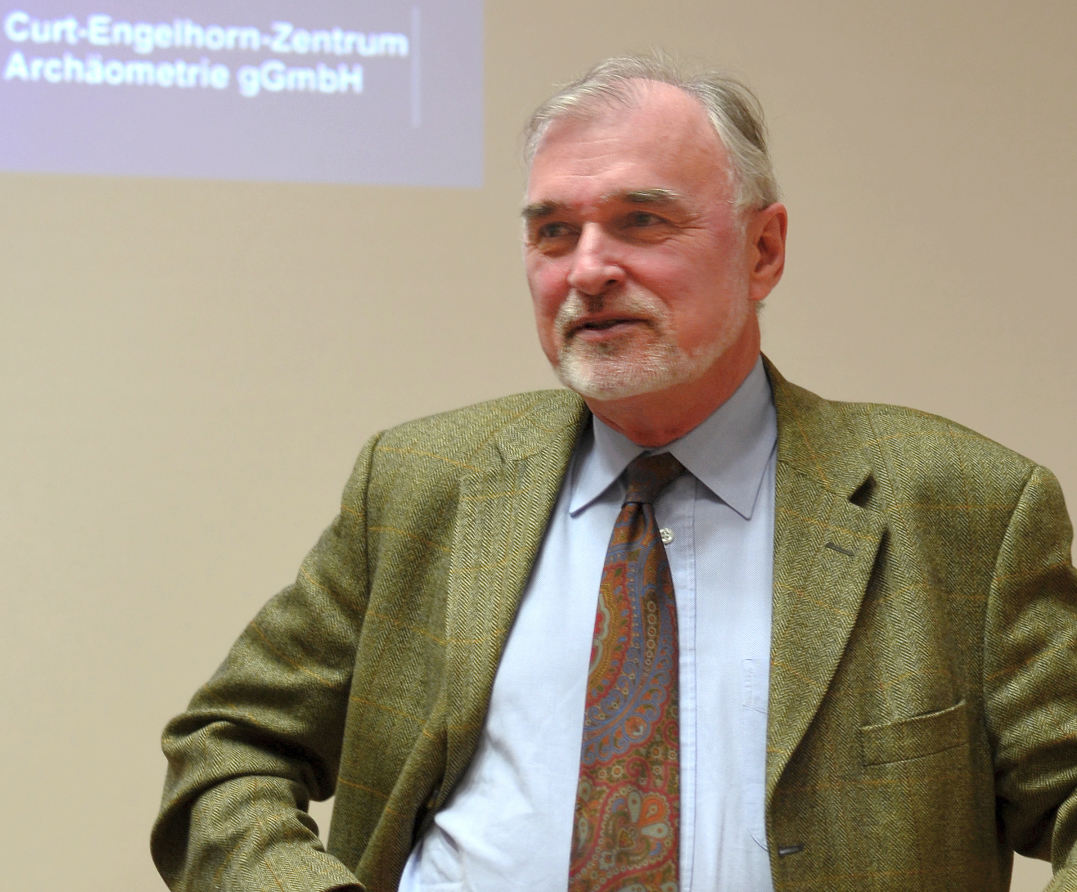
Ernst Pernicka, 2016

Sein Forschungsgebiet ist insbesondere die Entwicklung und Anwendung naturwissenschaftlicher Methoden in der Archäologie sowie die Entstehung und Ausbreitung der Metallurgie in der Alten Welt. Er war beteiligt an den Forschungen um die Himmelsscheibe von Nebra sowie in Troja und im Iran. Seit 2013 äußerte er Zweifel an der Echtheit der Goldfunde von Bernstorf. Von 2013 bis 2018 hatte er einen Advanced Grant des Europäischen Forschungsrates (ERC), die höchstdotierte Forschungsförderung der EU für ein Projekt zu Zinn in der Bronzezeit.
Von 2006 bis 2012 war er als Nachfolger von Manfred Korfmann Leiter der Ausgrabung in Troja, zeitweise auch in Udabno (Kachetien/Ostgeorgien).

## Auszeichnungen
- 1997: korrespondierendes Mitglied des Deutschen Archäologischen Instituts
- 2007: Wissenschaftspreis des Landes Vorarlberg (Österreich), zusammen mit Rüdiger Krause und Klaus Oeggl.
- 2012: korrespondierendes Mitglied im Ausland der mathematisch-naturwissenschaftlichen Klasse der Österreichischen Akademie der Wissenschaften.

## Publikationen (Auswahl)
- mit Alissa Mittnik, Ken Massy, Corina Knipper, Fabian Wittenborn, Ronny Friedrich, Saskia Pfrengle, Marta Burri, Nadine Carlichi-Witjes, Heidi Deeg, Anja Furtwängler, Michaela Harbeck, Kristin von Heyking, Catharina Kociumaka, Isil Kucukkalipci, Susanne Lindauer, Stephanie Metz, Anja Staskiewicz, Andreas Thiel, Joachim Wahl, Wolfgang Haak, Stephan Schiffels, Philipp W. Stockhammer, Johannes Krause: Kinship-based social inequality in Bronze Age Europe. In: Science. Band 366, Nr. 6466, 8. November 2019, S. 731–734, doi:10.1126/science.aax6219.
- Provenance Determination of Archaeological Metal Objects. In: Archaeometallurgy in Global Perspective: Methods and Syntheses. Springer, New York, NY 2014, ISBN 978-1-4614-9017-3, S. 239–268, doi:10.1007/978-1-4614-9017-3_11., S. 239–268, doi:10.1007/978-1-4614-9017-3_11 .
- mit Miljana Radivojević, Thilo Rehren, Dušan Šljivar, Michael Brauns, Dušan Borić: On the origins of extractive metallurgy: new evidence from Europe. In: Journal of Archaeological Science. Band 37, Nr. 11, November 2010, S. 2775–2787, doi:10.1016/j.jas.2010.06.012.
- Gewinnung und Verbreitung der Metalle in prähistorischer Zeit. In: Jahrbuch des Römisch-Germanischen Zentralmuseums Mainz. Band 37, Nr. 1, 1990, ISSN 2198-9400, S. 21–129, doi:10.11588/jrgzm.1990.1.72999.